# De Borgia
De Borgia – jednostka osadnicza w Stanach Zjednoczonych, w stanie Montana, w hrabstwie Mineral.